# Доналд Бисет
Доналд Бисет (на английски: Donald Bisset) е английски актьор, разказвач, художник, илюстратор и писател на произведения в жанра детска литература.

## Биография и творчество
Доналд Бисет е роден на 3 август 1910 г. Брентфорд, Мидълсекс, Англия.
От 1933 г. е актьор, като е играл и в Кралския Шекспиров театър в Стратфорд на Ейвън. Играл е в „Много шум за нищо“, „Сън в лятна нощ“, „Макбет“ – от Шекспир, в музикалната комедия на английския драматург от 18. век Джон Гей „Просяшка опера“, пиесата на английския писател от 18. век Оливър Голдсмит „Нощ за грешки“.
Като разказвач (четец) е издал серии дългосвирещи плочи (около двеста на брой) със записи на известни романи, като „Викарият от Уейкфийлд“ на Оливър Голдсмит, „Последните дни на Помпей“ на Едуард Булвер-Литън и „Моби Дик“ на Херман Мелвил. Работи и като озвучаващ артист в киното и телевизията.
Заедно с работата си в театъра започва през 1949 г. да се снима в различни филми. Богатата му актьорска кариера от участие в 57-филма и телевизионни сериали продължава почти до смъртта му.
От 1953 г. води вечерно телевизионно предаване за деца, като всяка вечер разказва по една приказка, съпроводена със забавни рисунки, нарисувани от него. В началото изпълнява чужди произведения, докато един ден му хрумва да разкаже приказка, измислена от него в традициите на английския фолклор. Работата му се възприема много добре и той започва да пише приказки за деца, съчетавайки уменията си на актьор, писател и художник. Първият му сборник с представените приказки, „Anytime Stories“, е издаден през 1954 г.
Автор е общо на 40 смешни, занимателни и поетични книги за деца. Те са преведени на 17 езика по света. Най-известните му герои в тях са мистър Крокотак, тигърчето Ррррр, и др.
Доналд Бисет умира на 18 август 1995 г. в Лондон.

## Произведения

### Детска литература
- Anytime Stories (1954)
- Some Time Stories (1957)
- Next Time Stories (1959)
Небивалици, изд.: „Пан“, София (1998), прев. Вера Стоименова, илюстрации Доналд Бисет
- This Time Stories (1961)
в Небивалици
- Another Time Stories (1963)
в Небивалици
- Little Bear's Pony (1966) – с илюстрации от Шърли Хюз
- Hullo Lucy (1969) – с илюстрации от Джилиан Кени
- Talks With a Tiger (1967)
На приказки с тигърче, изд.: „Отечество“, София (1977), прев. Вера Стоименова
- Kangaroo Tennis (1968)
- Benjie the Circus Dog (1969)
- Nothing (1969)
- Upside Down Land (1969)
- Barcha the Tiger (1971)
- Tiger Wants More (1971), като „Ogg“ (1987) – с илюстрации от Амелия Росато
- Yak and the Painted Cave (1971) – с илюстрации от Лорейн Карола
- Yak and the Sea Shell (1971) – с илюстрации от Лорейн Карола
- Yak and the Buried Treasure (1972) – с илюстрации от Лорейн Карола
- Yak and the Ice Cream (1972) – с илюстрации от Лорейн Карола
- Father Tingtang's Journey (1973)
- Jenny Hopalong (1973) – с илюстрации от Дерек Колард
- Yak Goes Home (1973) – с илюстрации от Лорейн Карола
- The Adventures of Mandy Duck (1974)
- The Happy Horse (1974) – с илюстрации от Дейвид Шарп
- Hazy Mountain (1975) – с илюстрации от Шърли Хюз
- 'Oh Dear', said Tiger (1975)
- Paws with Numbers (1976) – с Майкъл Морис и илюстрации от Тони Хътчинс
- Paws with Shapes (1976) – с илюстрации от Тони Хътчинс
- The Lost Birthday (1976)
Забравеният рожден ден, изд.: „Парнас“, София (2002), прев. Нели Пигулева
- Journey to the Jungle (1977)
- The Story of Smokey Horse (1977)
в Небивалици
- This is Ridiculous (1977)
- The Adventures of Yak (1978)
- What Time Is It, When it Isn't? (1980)
- Johnny Here and There (1981)
- The Hedgehog Who Rolled Uphill (1982)
в Небивалици
- The Joyous Adventures of Snakey Boo (1982)
- Sleep Tight, Snakey Boo (1985)
- Upside Down Stories (1987) – с Алисън Клер Дарк
- Just a Moment! (1988)
в Небивалици
- Please Yourself (1991)

### Филмография
частично представяне
- Movie-Go-Round (1949)
- Murder in the Cathedral (1951)
- The Brain Machine (1955)
- Little Red Monkey (1955)
- Up the Creek (1958)
- Broth of a Boy (1959)
- Friends and Neighbours (1959)
- The Battle of the Sexes (1959)
- A Touch of Larceny (1959)
- Hide and Seek (1964)
- Two a Penny (1968)
- Nearest and Dearest (1972)
- For the Love of Ada (1972)
- Warlords of Atlantis (1978)
- Ragtime (1981)
- The Black Velvet Gown (1991)